# Frankowie saliccy
Frankowie saliccy (łac. Salii; stgr. Σάλιοι) – odłam Franków, drugi obok Franków rypuarskich, zamieszkujący tereny w pobliżu Morza Północnego pomiędzy Mozą a Skaldą, czyli w tzw. Toksandrii. Z tego odłamu wywodzi się dynastia Merowingów.
W bitwie na Polach Katalaunijskich w 451 roku brali udział po stronie armii rzymskiej Aecjusza w przeciwieństwie do Franków rypuarskich walczących po stronie Hunów i ich wodza Attyli.

Migracja Franków salickich z obszaru Mozy do rzeki Skaldy w ok. 400–450

Królowie Franków salickich:
- Faramund – 420–428
- Klodian – 428–448
- Meroweusz – 448–457
- Childeryk I – 457–481
- Chlodwig I – 481–511